# PCDHB11
PCDHB11‏ (Protocadherin beta 11) هوَ بروتين يُشَفر بواسطة جين PCDHB11 في الإنسان.